# Incendio di Valladolid

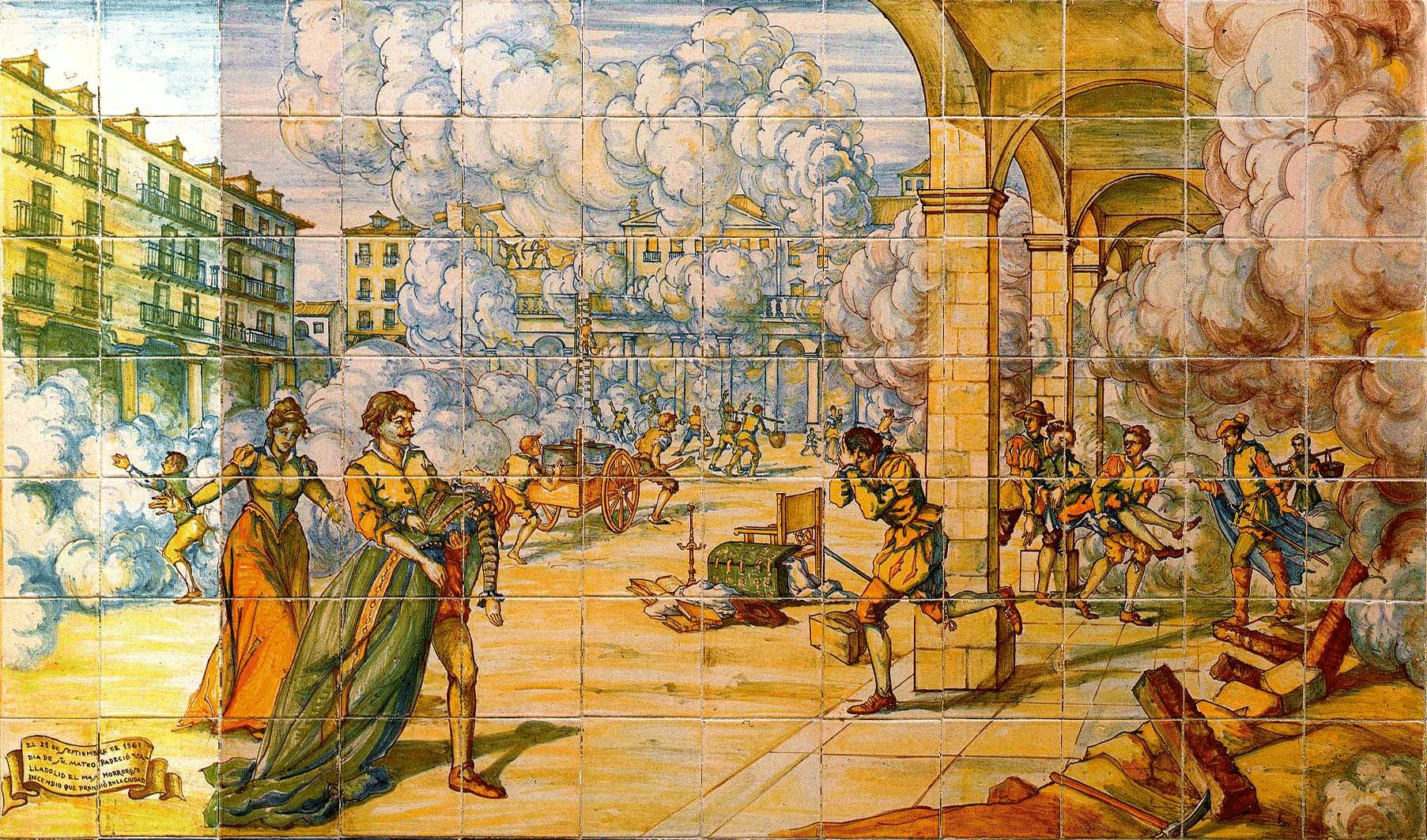
L'incendio di Valladolid il 21 settembre del 1561

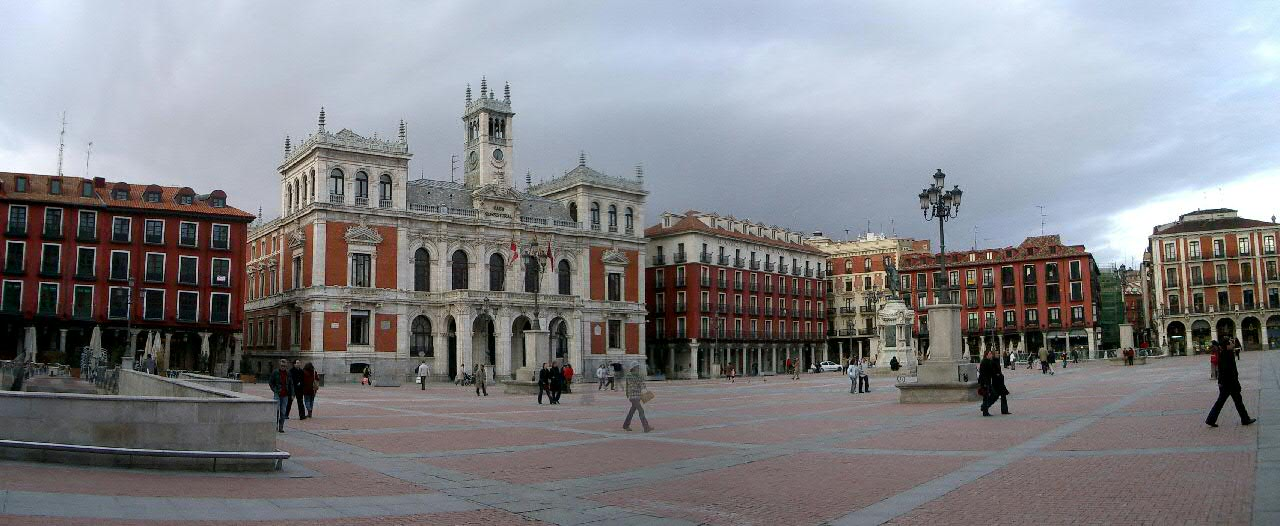
La Piazza Maggiore nel presente.

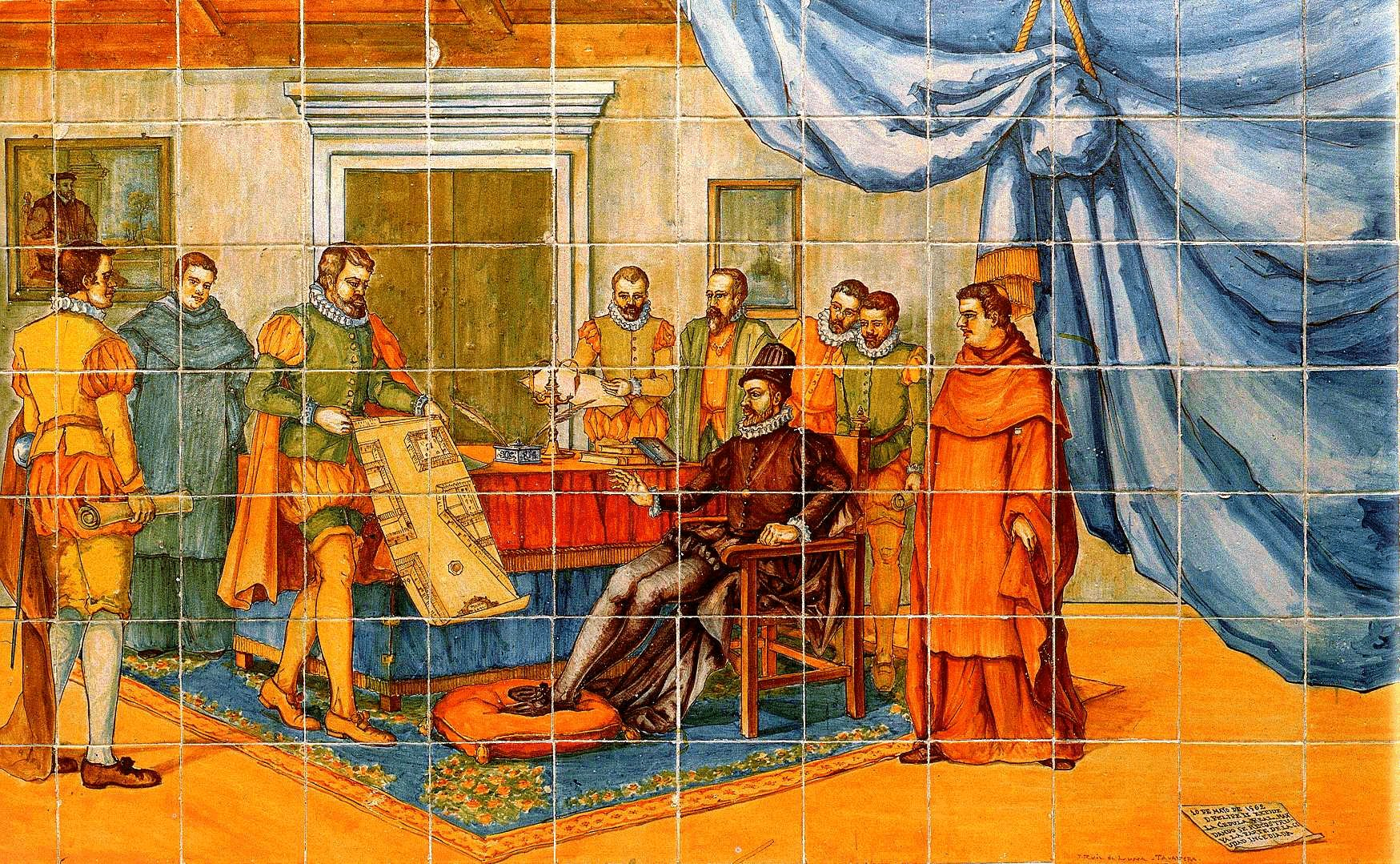
Filippo II ordina la ricostruzione della zona interessata

L'incendio di Valladolid fu un evento verificatosi il 21 settembre 1561, che danneggiò per un decimo la città spagnola segnandone la storia.
La prima scintilla ebbe inizio di domenica, nelle vicinanze della casa dell'argentiere della città, Juan de Granada. Il forte vento proveniente da oriente che variò poi verso sud-ovest, diffuse il fuoco in tutte le direzioni rendendone difficile l'estinzione. Durato 50 ore, portò alla distruzione di almeno 440 case, la Plaza Mayor e quasi ogni quartiere degli artigiani del villaggio delle calles de la Pasión e Teresa Gil.
La catastrofe fu mitigata in parte grazie all'intervento di Filippo II che ordinò di procedere alla ricostruzione della città (la Corte spagnola si era trasferita a Madrid l'anno precedente), perché l'incidente lasciò in sospeso concorsi per la costruzione di grandi opere nel centro della città. Fu così che Valladolid divenne all'epoca uno dei centri di maggior sviluppo in Spagna per l'innovazione di nuovi stili e visioni, tra le quali l'architettura herreriana e il linguaggio barocco. Appartengono a questa fase di ricostruzione la Cattedrale, la Plaza Mayor e la Chiesa di San Benito el Real.
Plaza Mayor di Valladolid è considerato il primo esempio di piazza regolare per la Spagna.